# Iglesia de los Capuchinos (Monóvar)
La iglesia del antiguo convento de Capuchinos de Monóvar (Provincia de Alicante, España) es un edificio de estilo barroco que fue construido a mediados del siglo XVIII.
El origen de su fundación data de 1729 cuando los frailes capuchinos toman posesión de unas casas para fundar un hospicio, bajo el patrocinio del duque de Híjar. Sin embargo, el edificio conventual y la iglesia no empezaron a construirse hasta 1743, concluyéndose en 1760. En 1764, se constituye en colegio-seminario, formándose aquí gran cantidad de misioneros de la orden que evangelizaron el centro y sur del continente americano. En 1835, como consecuencia de la desamortización fue abandonado. De esta fundación, actualmente sólo se conserva la iglesia conventual, bajo la advocación de Nuestra Señora del Pilar.

## Descripción
Se trata de un templo de planta rectangular que consta de nave única con capillas entre contrafuertes del tipo desarrollado, en especial, por la Compañía de Jesús, cubierta con una bóveda de cañón con lunetos ciegos. 
Exteriormente carece de portada y elementos escultóricos, tan sólo el escudo del duque de Híjar, labrado en piedra, sobre la puerta de entrada. Se remata con frontón curvo en fachada, la cual resulta ser asimétrica por la anexión de la capilla de San José, que es anterior a la Iglesia. 
El crucero dispone superiormente de cúpula semiesférica rematada con una cubierta inclinada a cuatro aguas con cobertura de teja cerámica curva. 
En contrate con el exterior, el interior está decorado en un rico programa iconográfico, típico de las iglesias franciscanas, de carácter popular y gran ingenuidad. Sobre las blancas superficies hay pintada líneas azules y ocres, cenefas, símbolos de la pasión así como frescos con imágenes de santos y frailes. 
Adosada al templo y comunicada con él, la capilla de la Venerable Orden Tercera de Penitencia con planta de cruz griega y cubierta con cúpula sobre pechinas. Formando parte de este conjunto, destaca la capilla de San José, cuya fábrica es anterior a la construcción de la Iglesia, siendo su origen la ermita que el Ayuntamiento edificó para que sirviera de capilla hasta que fuese construida la Iglesia Conventual
Fue cedido al Ayuntamiento de Monóvar, a petición del propio Ayuntamiento, por decreto de Espartero de 1841, seis años después que los monjes lo abandonaran.